# Хвойниця (притока Морави)
Хвойниця (словац. Chvojnica) — річка в Словаччині, ліва притока Морави, протікає в округах  Миява, Сениця і Скаліца.
Довжина — 34 км.
Бере початок в масиві Білі Карпати — на висоті 570 метрів. Протікає через село Хвойніца. Впадає Коваловецький потік.
Впадає у Мораву біля міста Голіч на висоті 162 метри.